# 蒙大拿大學理工學院
蒙大拿大學理工學院（英語：Montana Tech of the University of Montana，縮寫：蒙大拿理工 ）是一所位於美國蒙大拿州比尤特的公立大學。前身為創立於1990年的蒙大納州立礦業學校（Montana State School of Mines），學校的土地和資金來自1889年授權法案（Enabling Act of 1889），這個法案使得蒙大拿加入了聯邦，並且該法案分配了公共土地以建立一座州立冶金學校。礦業學校剛開始只提供兩種專業，冶金工程和電子工程，只有一座建築，就是現在的主館，容納了21名學生。這所學校在1994年開始隸屬於蒙大拿大學。
在2017年，蒙大拿大學理工學院有接近3000名學生，13座校園建築，提供73個學士學位，還有18個輔修專業，14個認證學位和10個職前職業項目。 該學校也提供21個研究生學位和一個在材料科學的博士學位。

## 歷史

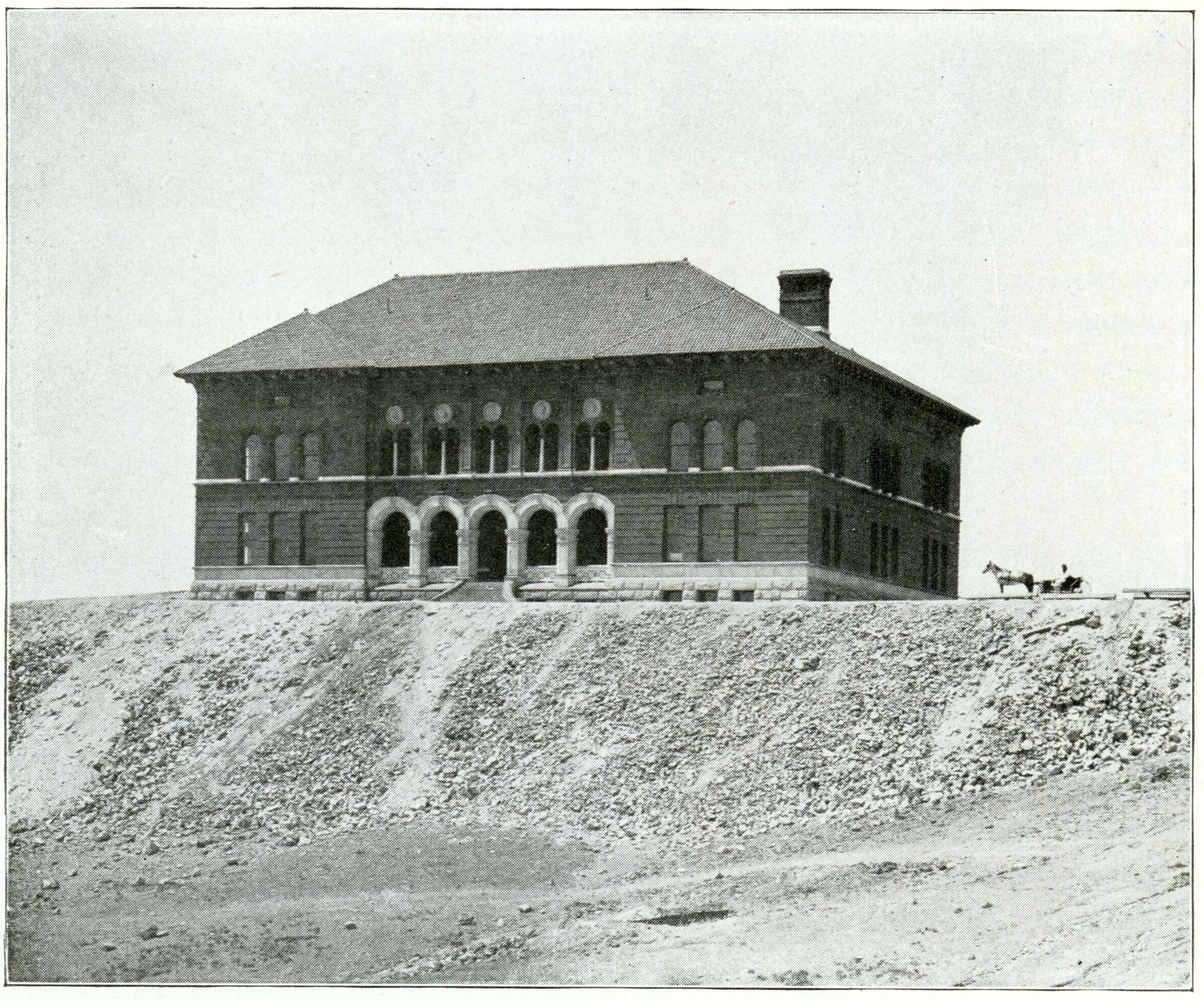
1900年的蒙大納州立礦業學校

·1897: 礦業學校主館建成，成為現在校園內第一座建築。今天，主禮堂建築裡面所容納的是電子工程和通識教育系科。
·1900: 學校開始以蒙大納州立礦業學校的名義招生。
·1919: 蒙大拿州立法議會於1919年頒布法案創立了蒙大納州礦冶局。這個礦冶局有兩個職能，第一，開發州內的金屬礦物資源。第二，改善採礦相關作業的安全性和效率。今天，該局已經成為該州公民主要的地球科學信息的來源。
·1943: 蒙大納礦業學校成為海軍學校並且提供V-12海军学院培训计划，這個計畫保證在二戰時的海軍和海軍陸戰隊官員的更換計畫。
·1962: 
•1965: 蒙大納礦業學校改名成為蒙大拿科學技術學院。在二戰結束後不久，當時掌校的校長弗朗西斯·汤普森推行了一個目標使蒙大納礦業學校的課程現代化的計畫。該計畫包括將礦業學校加入人文和社會科學的技術選修課。
•1965: 蒙大拿科學技術學院開啟了校友體育館，學校計畫將這個體育館用於橄欖球比賽和美國軍團棒球比賽。布特庫帕之王（The Butte Copper King），一個專業籃球隊在布特打球的時候也用過這個場地。這個體育館在2007年得到了改造，然後從那時開始被挖礦人（Oredigger）橄欖球隊使用。設備上有了新的體育館座椅，一個大屏幕計分牌和一個在鮑伯綠地（Bob Green Field）新設置的場地草坪。
•1994: 蒙大拿大學系統得到了重構，蒙大拿科學技術學院從此隸屬於蒙大拿大學，並改名為蒙大拿大學理工學院。另外，技術學院，之前是布特職業技術中心，被劃到了蒙大拿大學理工學院旗下。

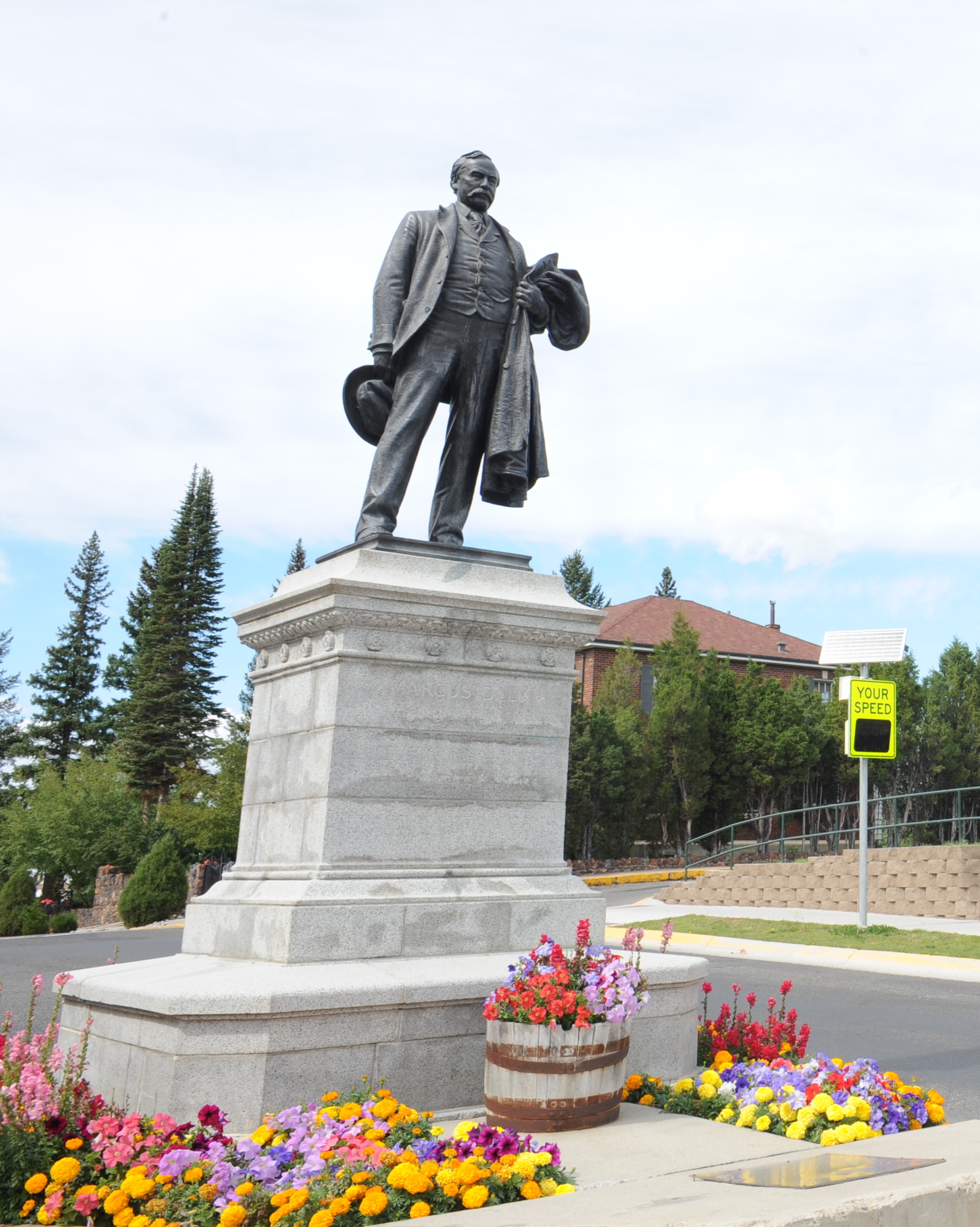
位於學校入口處的一座1906年立設的马库斯•戴利雕塑，由Augustus Saint-Gaudens雕刻。

•2010: 自然資源樓（NRB - The Natural Resources Building）開啟了。自然資源樓裡面駐有該校最大的系部，石油工程系。該樓也駐有蒙大拿礦產地質局。這座樓的特色是裡面有先進的實驗室，這些實驗室可以讓學生去以工業標準和特殊設備進行實習。包括一個裂縫導流能力測量系統、一個垂直流循環設備、一個水泥液性測試實驗室和材料裂縫刺激設備（Fracture Stimulation Equipment）。 除了這些設備，自然資源樓有兩個智能實驗室，這使得各地的著名專家都可以實時對學生和教員進行交流。
•2011: 校長弗蘭克·吉爾摩（Frank Gilmore）在執掌該校13年後退休。唐·布萊凱特（Don Blackketter）被聘為新任校長。
•2012:弗蘭克·安·吉爾摩大學關係中心（URC）開放。該大學關係中心是校園內第一座完全由私人捐助資金建設的建築。這座建築裡面駐有蒙大拿技術基金會、校友事務所、公共關係處和職業服務處。
•2012: 該校的兩年制學校改命名為“蒙大拿大學理工學院高地學院”。
•2013: 蒙大拿董事會認可了該校材料科學的博士學位授予權。
•2014: 蒙大拿理工的首位博士生開始了在學校的學習。
•2015: 蒙大拿理工破土動工了一座新樓——自然資源研究中心（NRRC）。自然資源研究中心會給自然資源和能源專業的本科和研究生提供實驗室空間和研究的機會。這座三層樓的，大約32000平方英尺的樓宇會提供最先進的實驗室、工作區和活動空間。另外包括石油技術研究實驗室、納米技術研究實驗室、能源實驗室、材料強度測試實驗室、復合材料和木材測試實驗室、職業安全與健康實驗室、面向全校的學生項目工作室、專用設備、機械存放室、學生活動空間、辦公室、一般活動空間和未來預留空間。

## 學術
提供73個學士學位，還有18個輔修學位，14個認證學位和10個職前職業項目。 該學校也提供21個研究生學位和一個在材料科學的博士學位。
蒙大拿大學理工學院有4个下属学院：矿业和工程学院；科学、信函、专业研究学院；高地学院和研究生院。

## 體育競技
“挖掘工”橄欖球隊主教練為查克·莫雷尔（Chuck Morrell）。蒙大拿理工校隊，又被暱稱為挖礦人，是全國大學校際體育協會的成員，也屬於Frontier Conference。男子運動保羅籃球，橄欖球和高爾夫球。女子運動包括籃球，高爾夫和排球。丹佛野馬隊的四分衛布洛克·歐斯威勒的弟弟坦納·歐斯威勒在這打球。

## 聲譽和排名
華爾街日報將蒙大拿大學理工學院評為全美有著最佳投資回報的公立大學的第九名。可以在華爾街日報網站上查看該內容。在2014年，華盛頓郵報將蒙大拿大學理工學院被評為全美畢業生薪酬第六名。蒙大拿大學理工學院的計算機科學系科和NASA進行了合作，促進NASA和與其相關的機構在蒙大拿州教育機構中研究投資的增長。

## 延伸阅读
- 25 Statutes at Large, 676; 1 Supp. Rev. St. U.S. pp. 645, 648.
- Laws of 1893; Section 1572, Political Code of Montana
- Laws of 1895; Sections 1591, 1594, 1595, 1600, Political Code of Montana
- McGlynn, Terrence D. Montana Tech 1893-1984.  Butte, MT:  Montana Tech Foundation, 1984.
- Munday, Pat. Biographical entry for C.H. Clapp (1883-1935), geologist and Montana School of Mines President. American National Biography, ed. John A. Garraty and Mark C. Carnes, 24 vols. (Oxford University Press: 1999): v. 4, pp. 900–1.